# Ulica Rynkowa w Poznaniu
Ulica Rynkowa – ulica w Poznaniu na Starym Mieście, na osiedlu Stare Miasto biegnąca od Starego Rynku w kierunku północnym. Nazwę otrzymała w 1870 roku. Do 1919 nazywana: Marktstrasse (Marktgasse), 1919–1939: Rynkowa, 1939-1945: Opitzstrasse, od 1945: Rynkowa.
Ulica należy do najkrótszych traktów Starego Miasta w Poznaniu, nie licząc ulic bloku śródrynkowego. W średniowieczu nie miała większego znaczenia handlowego i pełniła rolę łącznika między Rynkiem, a młynem na przepływającej wówczas w tym rejonie na powierzchni Bogdance (obecnie rzeka jest skanalizowana). Do czasu II wojny światowej łączyła Rynek z ulicą 23 Lutego i gmachem pocztowym na narożniku Alei Marcinkowskiego oraz zachodnimi dzielnicami miasta. Największą budowlą był tutaj wtedy dom towarowy Franciszka Woźniaka znacznie przebudowany w 1935.
U północnego wylotu stoi pomnik Klemensa Janickiego z 2015.